# Площі Києва
Це список площ Києва. Станом на травень 2022 року в Києві 114 площ і майданів. З них 60 мають назви, а 55 — досі безіменні.

## Загальні дані
Найбільшою площею Києва є Майдан Незалежності (центральний), а найменшою — Святошинська площа. Найвища (190 метрів над рівнем моря) — площа Слави, а найнижча — Поштова.
Найвіддаленіша від центру (по прямій від майдану Незалежності) — Гостомельська (на 12,6 км), потім ідуть Харківська — на 12,5 км, Святошинська — на 11,4 км, Одеська — на 10,1 км, Шевченка — на 9,5 км.
Найвищі будинки (від 16 до 25 поверхів) — на Святошинській площі, а найнижчі (приватні одноповерхівки) на Гостомельській. Найзеленішою традиційно вважається Ботанічна площа.

## Реконструкції і перебудови
Серед київських площ найбільше перебудовували Деміївську, Поштову, Контрактову і майдан Незалежності. Найрадикальніше змінила конфігурацію Поштова — в середині 1970-х її розширили вдвічі. Деміївську ж за останні 40 років переплановували тричі.
Низку площ міста було переплановано або реконструйовано і впорядковано (Деміївська, Поштова, Севастопольська).

## Топоніміка
- Чотирнадцять площ названі на честь інших міст, річок, місцевостей  — Анкари, Васильківська, Галицька, Гостомельська, Керченська, Либідська, Львівська, Мінська, Одеська, Сантьяго-де-Чилі, Севастопольська, Харківська, Чернігівська, Щекавицька.
- Дванадцять названі за місцевостями Києва, де вони знаходяться  — Бессарабська, Відрадна, Голосіївська, Дарницька, Деміївська, Кловська, Лук'янівська, Наводницька, Оболонська, Печерська, Святошинська, Солом'янська.
- Одинадцять площ носять імена людей  — Андрія Первозваного, Михайла Загороднього, Петра Кривоноса, Пантелеймона Куліша, Лесі Українки, Сергія Набоки, Михайла Співака, Леоніда Телятникова, Івана Франка, Тараса Шевченка, Валерія Марченка.
- Одинадцять названі за архітектурними або природними об'єктами, які розташовані неподалік  — Арсенальна, Ботанічна, Вокзальна, Житньоторзька, Контрактова, Михайлівська, Петропавлівська, Привокзальна, Софіївська, Спортивна, Театральна.
- Чотири названі на честь подій незалежної України  — Героїв Чернігова, Конституції, Незалежності, Українських Героїв.
- Три названі на честь подій Другої світової війни  — Героїв Бреста, Героїв УПА, Слави.
- Три нагадують про об'єкти міста, які вже не існують  — Європейська, Поштова, Троїцька.
- Одна названа на честь подій Гетьманщини  — Конотопської битви.
- Одна увічнює професії  — Космонавтів.

## Перелік площ

### Голосіївський район
| Назва              | Мапа | Координати                                                                  | Короткі відомості | Зображення                                                                   |
| Васильківська      |      | 50°23′34.2″ пн. ш. 30°29′4.4″ сх. д. / 50.392833° пн. ш. 30.484556° сх. д.  | Розташована між вулицями Академіка Книшова, Васильківською, Михайла Максимовича і Теслярською. Виникла, ймовірно, у 20—30-ті роки XX століття як площа без назви. З 1970-х років мала назву Амурська площа. Сучасна назва на честь міста Васильків — з 2022 року.                  | Амурська площа, 2014 рік                                                     |
| Голосіївська       |      | 50°23′50.4″ пн. ш. 30°30′35.8″ сх. д. / 50.397333° пн. ш. 30.509944° сх. д. | Розташована між Голосіївським проспектом, Голосіївською вулицею, вулицею Максима Рильського і Васильківською вулицею. Виникла у XIX столітті як площа без назви. Офіційну назву здобула в 1961 році.                                                                               | Голосіївська площа, вигляд з боку вулиці Васильківської, реконструкція, 2009 |
| Деміївська         |      | 50°24′25.7″ пн. ш. 30°31′9″ сх. д. / 50.407139° пн. ш. 30.51917° сх. д.     | Розташована між Голосіївським проспектом, проспектом Валерія Лобановського, Ізюмською вулицею, вулицею Миколи Грінченка, провулком Руслана Лужевського і проспектом Науки. Виникла у XIX столітті.                                                                                 | Деміївська площа, вигляд з боку бульвару Миколи Міхновського                 |
| Либідська          |      | 50°24′46″ пн. ш. 30°31′28″ сх. д. / 50.41278° пн. ш. 30.52444° сх. д.       | Розташована між Великою Васильківською вулицею, вулицею Джона Маккейна, бульваром Миколи Міхновського, Залізничним шосе, вулицею Антоновича і провулком Руслана Лужевського. Виникла у середині XX століття. Сучасна назва з 2015 року.                                            | Либідська площа в Києві, липень 2009 року                                    |
| Одеська            |      | 50°22′15.4″ пн. ш. 30°27′34.8″ сх. д. / 50.370944° пн. ш. 30.459667° сх. д. | Розташована між проспектом Академіка Глушкова, вулицею Академіка Заболотного, Теремківською вулицею і Кільцевою дорогою. Виникла у 70-ті роки XX століття під назвою Нова площа. Сучасна назва з 1976 року, як площі, що лежить на шляху до Одеси (проспектом Академіка Глушкова). | Одеська площа                                                                |
| Співака Михайла    |      | 50°23′20.4″ пн. ш. 30°34′24.7″ сх. д. / 50.389000° пн. ш. 30.573528° сх. д. | Площа на Теличці, в промисловій зоні, на згині Покільської вулиці. Назву отримала в 1997 році на честь київського будівельника Михайла Співака. |                                                                              |
| Українських Героїв |      | 50°26′21.5″ пн. ш. 30°30′58.3″ сх. д. / 50.439306° пн. ш. 30.516194° сх. д. | Розташована між вулицею Гетьмана Павла Скоропадського, вулицею Євгена Чикаленка і Великою Васильківською вулицею. Виникла у 2-й половині XIX століття. З 1944 року отримала назву площа Льва Толстого. Сучасна назва з 12 квітня 2023 року                                         | Одеська площа                                                                |

### Дарницький район
| Назва        | Мапа | Координати                                                                 | Короткі відомості | Зображення |
| Привокзальна |      | 50°25′48″ пн. ш. 30°38′47.9″ сх. д. / 50.43000° пн. ш. 30.646639° сх. д.   | Розташована між Привокзальною вулицею, вулицею Павла Чубинського та вулицею Юрія Пасхаліна. Виникла наприкінці XIX століття, після побудови Дарницького залізничного вокзалу. Мала назву Вокзальна площа. Сучасна назва з 1955 року. |            |
| Харківська   |      | 50°24′6.8″ пн. ш. 30°40′59.2″ сх. д. / 50.401889° пн. ш. 30.683111° сх. д. | Розташована між Харківським шосе, Ташкентською вулицею, Бориспільським шосе, Світлою і Колекторною вулицями та проспектом Миколи Бажана. Виникла і одержала назву на початку 80-х років XX століття.                                 |            |

### Деснянський район
| Назва              | Мапа | Координати                                                                  | Короткі відомості | Зображення |
| Анкари             |      | 50°30′45.6″ пн. ш. 30°36′50.1″ сх. д. / 50.512667° пн. ш. 30.613917° сх. д. | Площа на перетині вулиці Сержа Лифаря та проспекту Червоної Калини на житловому масиві Вигурівщина-Троєщина в Деснянському районі міста. Названо на честь міста-побратима Києва — Анкари, столиці Туреччини. Найменування відбулося 27 лютого 2003 року. |            |
| Конотопської битви |      | 50°28′19.7″ пн. ш. 30°37′51.7″ сх. д. / 50.472139° пн. ш. 30.631028° сх. д. | Розташована між вулицею Шолом-Алейхема та вулицею Мілютенка. Виникла у 60-і роки XX століття як площа без назви. Сучасна назва — з 2022 року. |            |

### Дніпровський район
| Назва               | Мапа | Координати                                                                  | Короткі відомості | Зображення      |
| Дарницька           |      | 50°26′32.6″ пн. ш. 30°37′33″ сх. д. / 50.442389° пн. ш. 30.62583° сх. д.    | Розташована між проспектом Соборності, проспектом Миру, вулицею Будівельників, проспектом Леоніда Каденюка, Пластовою вулицею, вулицею Володимира Сосюри, Празькою вулицею і Харківським шосе. Виникла у 50-ті роки XX століття на місці колишнього Контрольного пункту (КП), який існував при в'їзді в місто. У ряді джерел 1940—50-х років фігурує під назвою «площа КП». З 1958 року — Ленінградська. Сучасна назва — з 2015 року. | Дарницька площа |
| Керченська          |      | 50°29′43.5″ пн. ш. 30°35′22.2″ сх. д. / 50.495417° пн. ш. 30.589500° сх. д. | Розташована між проспектом Романа Шухевича, проспектом Червоної Калини і Воскресенським проспектом. Виникла у 2-й половині 70-х років XX століття. Відтоді фігурує під сучасною назвою — на честь міста-героя Керч. |                 |
| Пантелеймона Куліша |      | 50°27′37.8″ пн. ш. 30°35′21.7″ сх. д. / 50.460500° пн. ш. 30.589361° сх. д. | Розташована між вулицями Митрополита Андрея Шептицького, Андрія Аболмасова і Пантелеймона Куліша. Виникла у 80-ті роки XX ст. під назвою площа Анатолія Луначарського. Сучасна назва на честь П. О. Куліша з 2016 року. |                 |
| Сергія Набоки       |      | 50°27′01.6″ пн. ш. 30°35′54.2″ сх. д. / 50.450444° пн. ш. 30.598389° сх. д. | Розташована на перетині вулиць Євгена Сверстюка і Раїси Окіпної. Сучасна назва на честь Сергія Набоки з 2020 року. |                 |
| Чернігівська        |      | 50°27′38.7″ пн. ш. 30°37′47.9″ сх. д. / 50.460750° пн. ш. 30.629972° сх. д. | Розташована між вулицями Андрія Малишка, Миропільською, Братиславською, Кіото та шляхопроводом на вулицю Гната Хоткевича. Виникла у 70-ті роки XX ст. під назвою Новоросійська. Сучасна назва — з 2019 року. |                 |

### Оболонський район
| Назва                | Мапа | Координати                                                                      | Короткі відомості | Зображення       |
| -------------------- | ---- | ------------------------------------------------------------------------------- | --- | ---------------- |
| Героїв УПА           |      | 50°29′21″ пн. ш. 30°29′50″ сх. д. / 50.48917° пн. ш. 30.49722° сх. д.           | Розташована між проспектом Степана Бандери, Богатирською і Вербовою вулицями. Виникла у середині 70-х років XX століття. На честь міста-героя Тули фігурувала з 1980-х (назву офіційно не затверджено). 25 серпня 2022 перейменовано на честь героїв УПА                                                                                    | Тульська площа   |
| Загороднього Михайла |      | 50°30′43.52″ пн. ш. 30°30′21.50″ сх. д. / 50.5120889° пн. ш. 30.5059722° сх. д. | Площа на Оболоні, на перетині вулиці Левка Лук'яненка та проспекту Володимира Івасюка. Назву отримала в 2001 році на честь заслуженого будівельника України Загороднього Михайла Петровича. |                  |
| Леоніда Телятникова  |      | 50°30′5″ пн. ш. 30°29′31″ сх. д. / 50.50139° пн. ш. 30.49194° сх. д.            | Розташована між вулицею Героїв полку «Азов» і Добринінською вулицею. Сучасна назва на честь офіцера-пожежника учасника ліквідації аварії на аварії на Чорнобильській АЕС Героя Радянського Союзу Леоніда Телятникова з 2016 року. |                  |
| Мінська              |      | 50°30′44.2″ пн. ш. 30°29′54.7″ сх. д. / 50.512278° пн. ш. 30.498528° сх. д.     | Розташована між вулицею Левка Лук'яненка, вулицею Зої Гайдай, Оболонським проспектом і проспектом Володимира Івасюка. Виникла наприкінці 70-х років XX століття. Сучасна назва — з 1982 року. |                  |
| Оболонська           |      | 50°30′4.2″ пн. ш. 30°30′11.7″ сх. д. / 50.501167° пн. ш. 30.503250° сх. д.      | Розташована між Оболонським проспектом, вулицею Героїв полку «Азов» і вулицею Йорданською. Забудову розпочато у 1973 році. До 1984 року мала назву площа Нова. З 1984 року — площа Дружби народів СРСР. Сучасна назва — з 2015 року. | Оболонська площа |
| Петропавлівська      |      | 50°29′43.3″ пн. ш. 30°27′40.2″ сх. д. / 50.495361° пн. ш. 30.461167° сх. д.     | Розташована між Кирилівською вулицею і Бондарським провулком та проїздом без назви до вулиці Семена Скляренка. Відома з 2-ї половини XIX століття під сучасною назвою. Перейменована на честь М. В. Фрунзе 1961 року. 2009 року Комісія з перейменувань запропонувала повернути площі історичну назву. Історична назва повернена 2014 року. |                  |
| Сантьяго-де-Чилі     |      | 50°30′22.0″ пн. ш. 30°30′32.6″ сх. д. / 50.506111° пн. ш. 30.509056° сх. д.     | Місцевість на проспекті Володимира Івасюка, де до нього приєднується вулиця Героїв полку «Азов». 5 серпня 1998 року було названо на честь столиці Чилійської Республіки міста Сантьяго — побратима Києва. |                  |
| Шевченка Тараса      |      | 50°31′15.1″ пн. ш. 30°26′58.2″ сх. д. / 50.520861° пн. ш. 30.449500° сх. д.     | Розташована між вулицями Вишгородською, Сошенка, Пуща-Водицькою, Полярною і Литовським проспектом. Виникла у 1-й половині XX століття, мала неофіційну назву «площа Кинь-Ґрусть» від однойменної історичної місцевості Кинь-Ґрусть. Сучасна назва — з 1959 року.                                                                            |                  |

### Печерський район
| Назва                | Мапа | Координати                                                                      | Короткі відомості | Зображення          |
| Андрія Первозванного |      | 50°26′35.35″ пн. ш. 30°33′05.22″ сх. д. / 50.4431528° пн. ш. 30.5514500° сх. д. | Площа біля Аскольдової Могили, на перетині Паркової дороги, алеї Героїв Крут та Дніпровського узвозу. Названа так 5 липня 2001 року на честь Андрія Первозваного |                     |
| Арсенальна           |      | 50°26′38.2″ пн. ш. 30°32′43.3″ сх. д. / 50.443944° пн. ш. 30.545361° сх. д.     | Площа в Печерському районі, розташована між вулицею Грушевського, вулицею Князів Острозьких і вулицею Івана Мазепи. Виникла, ймовірно, у XVIII столітті. До 1919 — Микільська площа. У 1919–1964 роках мала назву площа Революції, 1964–1991 — площа Героїв «Арсеналу». Сучасна назва — з 1991 року.                          | Арсенальна площа    |
| Наводницька          |      | 50°25′29″ пн. ш. 30°33′41″ сх. д. / 50.42472° пн. ш. 30.56139° сх. д.           | Розташована між бульваром Миколи Міхновського, Старонаводницькою і Лаврською вулицями. Як площа оформилась у середині XX століття під сучасною назвою, від місцевості Наводничі. У 1975–2022 роках мала назву площа Героїв Великої Вітчизняної війни. Історичну назву повернуто 2022 року.                                    |                     |
| Кловська             |      | 50°25′38.5″ пн. ш. 30°32′23.3″ сх. д. / 50.427361° пн. ш. 30.539806° сх. д.     | Розташована на перетині вулиць Мечникова і Леоніда Первомайського. Виникла в середині XX століття під час забудови району, але не мала назви. Сучасна назва — з 2021 року. | Кловська площа      |
| Конституції          |      | 50°26′49.3″ пн. ш. 30°32′14.9″ сх. д. / 50.447028° пн. ш. 30.537472° сх. д.     | Площа перед будівлею Верховної Ради України. Названа у 2002 році. |                     |
| Лесі Українки        |      | 50°25′38.5″ пн. ш. 30°32′23.3″ сх. д. / 50.427361° пн. ш. 30.539806° сх. д.     | Розташована між бульваром Лесі Українки, вулицями Михайла Задніпровського, Генерала Алмазова і Арсенальною. Виникла у 60-х роках XX століття. Сучасна назва — на честь Лесі Українки з 1965 року. | Площа Лесі Українки |
| Печерська            |      | 50°25′57.9″ пн. ш. 30°32′29″ сх. д. / 50.432750° пн. ш. 30.54139° сх. д.        | Розташована між вулицею Мала Шияновська, вулицею Панаса Мирного, вулицею Гусовського, вулицею Олександра Копиленка, провулком Євгена Гуцала і вулицею Лєскова. Виникла у 30-ті роки XIX століття. | Печерська площа     |
| Слави                |      | 50°26′25.9″ пн. ш. 30°33′0.3″ сх. д. / 50.440528° пн. ш. 30.550083° сх. д.      | Розташована між вулицею Івана Мазепи, алеєю Героїв Крут, Лаврською вулицею, вулицею Михайла Омеляновича-Павленка і Бутишевим провулком. Сучасна назва — з 1965 року |                     |
| Спортивна            |      | 50°26′16.5″ пн. ш. 30°31′17.7″ сх. д. / 50.437917° пн. ш. 30.521583° сх. д.     | Розташована вздовж вулиці Еспланадної навпроти вулиці Рогнідинської. Виникла на початку 60-х років XX століття. Сучасна назва — з 1962 року, від побудованого на ній Палацу спорту. | Спортивна площа     |
| Троїцька             |      |                                                                                 | Розташована між вулицями Великою Васильківською, Жилянською, Фізкультури і НСК «Олімпійський». Виникла в середині XIX століття. У 1869 році отримала назву Либідська площа. За радянських часів назву було втрачено. Пізніше отримала неофіційну назву Троїцька від сусідньої Троїцької церкви. Офіційно назва — з 2018 року. | Троїцька площа      |
| Франка Івана         |      | 50°26′45.7″ пн. ш. 30°31′38.5″ сх. д. / 50.446028° пн. ш. 30.527361° сх. д.     | Розташована між вулицею Архітектора Городецького, Ольгинською вулицею і вулицею Станіславського. Сучасна назва на честь І. Я. Франка — з 1944 року. | Площа Івана Франка  |

### Подільський район
| Назва            | Мапа | Координати                                                                  | Короткі відомості | Зображення                |
| Валерія Марченка |      | 50°28′53.4″ пн. ш. 30°24′20.9″ сх. д. / 50.481500° пн. ш. 30.405806° сх. д. | Розташована між вулицями Стеценка, Івана Виговського, Данила Щербаківського та Ігоря Турчина. Виникла у 50—60-ті роки XX століття як площа без назви. Одержала назву Інтернаціональна у 1970 році. Сучасна назва на честь письменника і дисидента Валерія Марченка з 2017 року. | Площа Валерія Марченка    |
| Житньоторзька    |      | 50°27′53.7″ пн. ш. 30°30′37″ сх. д. / 50.464917° пн. ш. 30.51028° сх. д.    | Розташована між Ярославською вулицею, Нижнім Валом, Верхнім Валом, вулицею Хорива і Ярославським провулком. Відома як торговельна площа з найдавніших часів і згадується в літописах під назвою Торговище або Торговище Подільське.                                             | Житньоторзька площа, 2009 |
| Контрактова      |      | 50°27′52.7″ пн. ш. 30°31′2″ сх. д. / 50.464639° пн. ш. 30.51722° сх. д.     | Розташована між вулицею Петра Сагайдачного, Покровською вулицею, Андріївським узвозом, Фролівською вулицею, Притисько-Микільською вулицею, Костянтинівською вулицею, Межигірською вулицею, Спаською вулицею, вулицею Григорія Сковороди та Іллінською вулицею.                  | Контрактова площа         |
| Поштова          |      | 50°27′33.3″ пн. ш. 30°31′31″ сх. д. / 50.459250° пн. ш. 30.52528° сх. д.    | Розташована між Володимирським узвозом, Боричевим узвозом, вулицею Петра Сагайдачного, Набережно-Хрещатицькою вулицею і Набережним шосе. Одна з найдавніших площ Києва. | Поштова площа             |
| Щекавицька       |      | 50°28′8″ пн. ш. 30°30′35″ сх. д. / 50.46889° пн. ш. 30.50972° сх. д.        | Розташована між Костянтинівською, Межигірською та Щекавицькою вулицями. |                           |

### Святошинський район
| Назва         | Мапа | Координати                                                                  | Короткі відомості | Зображення          |
| Чорнобаївська |      | 50°27′26″ пн. ш. 30°23′12″ сх. д. / 50.45722° пн. ш. 30.38667° сх. д.       | Розташована під шляхопроводом Берестейського проспекту, пролягає вздовж залізниці від Депутатської до Святошинської вулиці. Виникла у 70-і роки XX століття, у 1975–1977 роках мала назву Тульська площа. Сучасна назва — з 1977 року. | Чорнобаївська площа |
| Гостомельська |      | 50°29′51.1″ пн. ш. 30°21′59.1″ сх. д. / 50.497528° пн. ш. 30.366417° сх. д. | Площа в кінці вулиці Стеценка, на її стику з проспектом Академіка Палладіна і Міською вулицею |                     |
| Святошинська  |      | 50°27′31″ пн. ш. 30°21′45″ сх. д. / 50.45861° пн. ш. 30.36250° сх. д.       | Розташована між вулицями Ореста Васкула і Мирослава Поповича. Виникла на початку XX століття. Нині існує лише номінально. | Святошинська площа  |

### Солом'янський район
| Назва                              | Мапа | Координати                                                                  | Короткі відомості | Зображення            |
| Відрадна                           |      | 50°25′42.7″ пн. ш. 30°25′50.8″ сх. д. / 50.428528° пн. ш. 30.430778° сх. д. | Розташована на перетині Відрадного проспекту та вулиці Героїв Севастополя. Виникла в середині XX століття під час забудови району як площа без назви. Сучасна назва — з 2021 року. |                       |
| Вокзальна                          |      | 50°26′27.8″ пн. ш. 30°29′26.5″ сх. д. / 50.441056° пн. ш. 30.490694° сх. д. | Розташована між вулицею Симона Петлюри і залізничним вокзалом. Виникла у 1868–1870 роках в процесі побудови міського вокзалу. Сполучена пішохідними галереями з вулицями Пестеля, Старовокзальною, Митрополита Василя Липківського, надколійним конкорсом — з Південним вокзалом.                                                                                         | Вокзальна площа       |
| Космонавтів                        |      | 50°25′53.6″ пн. ш. 30°27′18.6″ сх. д. / 50.431556° пн. ш. 30.455167° сх. д. | Розташована між Чоколівським бульваром, вулицею Авіаконструктора Антонова і Єреванською вулицею. Виникла в середині XX століття як площа без назви. Сучасна назва — з 1962 року. | Площа Космонавтів     |
| Кривоноса Петра                    |      | 50°26′13.2″ пн. ш. 30°29′28.4″ сх. д. / 50.437000° пн. ш. 30.491222° сх. д. | Розташована між вулицею Митрополита Василя Липківського, вулицею Патріарха Мстислава Скрипника, вулицею Георгія Кірпи, проїздом на вулицю Гетьмана Павла Скоропадського, вулицею Кучмин Яр і вулицею Кудряшова. Виникла у 60-і роки XX століття. У 1969–1985 роках — площа Героїв підпілля. Сучасна назва на честь українського залізничника П. Ф. Кривоноса з 1985 року. | Площа Петра Кривоноса |
| Площа Північноатлантичного альянсу |      | 50°26′18″ пн. ш. 30°29′09″ сх. д. / 50.43833° пн. ш. 30.48583° сх. д.       | Розташована між вулицями Січеславською та Георгія Кірпи. Виникла в 2001 під час будівництва Південного вокзалу як площа без назви. Сучасна назва — з 2024 року. |                       |
| Севастопольська                    |      | 50°25′31″ пн. ш. 30°27′34″ сх. д. / 50.42528° пн. ш. 30.45944° сх. д.       | Розташована між проспектами Повітрофлотським і Валерія Лобановського, вулицями Святослава Хороброго, Сім'ї Ідзиковських і Донецькою та Чоколівським бульваром. Сформована у 60-і роки XX століття, під назвою Нова площа. Сучасна назва — з 1967 року. |                       |
| Солом'янська                       |      | 50°25′55.8″ пн. ш. 30°28′15″ сх. д. / 50.432167° пн. ш. 30.47083° сх. д.    | Розташована між Повітрофлотським проспектом, вулицями Сурикова, Митрополита Василя Липківського і Солом'янською. Сформована у середині XX століття у процесі забудови довколишньої території. |                       |

### Шевченківський район
| Назва               | Мапа | Координати                                                                  | Короткі відомості | Зображення         |
| Бессарабська        |      | 50°26′32.9″ пн. ш. 30°31′14.4″ сх. д. / 50.442472° пн. ш. 30.520667° сх. д. | Розташована між бульваром Тараса Шевченка, Хрещатиком, Крутим узвозом, Басейною і Великою Васильківською вулицями. Виникла стихійно як торговельна площа у 1-й чверті XIX століття на місці колишнього кладовища. | Бессарабська площа |
| Ботанічна           |      | 50°26′39.6″ пн. ш. 30°30′30.5″ сх. д. / 50.444333° пн. ш. 30.508472° сх. д. | Розташована між вулицями Леонтовича, Івана Франка і бульваром Тараса Шевченка. Виникла у 2-й половині XIX століття, у 1869–1939 роках мала назву Володимирська (від розташованого на ній Володимирського собору), у 1939–1952 роках — Інститутська. Сучасна назва — з 1952 року, від Ботанічного саду ім. О. В. Фоміна, що межує з нею.                | Ботанічна площа    |
| Європейська         |      | 50°27′7.9″ пн. ш. 30°31′39.2″ сх. д. / 50.452194° пн. ш. 30.527556° сх. д.  | Площа в Шевченківському районі, розташована між вулицями Хрещатик, Трьохсвятительською, Володимирським узвозом та вулицею Михайла Грушевського. Відома з XIX століття. | Європейська площа  |
| Лук'янівська        |      | 50°27′43.1″ пн. ш. 30°28′50.5″ сх. д. / 50.461972° пн. ш. 30.480694° сх. д. | Розташована між вулицями Січових Стрільців, Дмитрівською, Дегтярівською, Білоруською і Юрія Іллєнка. Виникла у середині XIX століття. Офіційна назва — з 1869 року. | Лук'янівська площа |
| Львівська           |      | 50°27′17.3″ пн. ш. 30°30′22.5″ сх. д. / 50.454806° пн. ш. 30.506250° сх. д. | Розташована між вулицями Великою Житомирською, Рейтарською, Ярославів Вал, Бульварно-Кудрявською і Січових Стрільців. Утворена у середині XIX століття. |                    |
| Незалежності Майдан |      | 50°27′0″ пн. ш. 30°31′26.7″ сх. д. / 50.45000° пн. ш. 30.524083° сх. д.     | Центральна площа Києва. Розташована між Хрещатиком, вулицями Бориса Грінченка, Софіївською, Малою Житомирською, Михайлівською, Костельною, Інститутською, Архітектора Городецького та провулком Тараса Шевченка. |                    |
| Михайлівська        |      | 50°27′19.5″ пн. ш. 30°31′14.9″ сх. д. / 50.455417° пн. ш. 30.520806° сх. д. | Розташована між Великою Житомирською вулицею, Десятинною вулицею, Трьохсвятительською вулицею, Михайлівською вулицею і Володимирським проїздом. Одна з найдавніших площ міста. |                    |
| Галицька            |      | 50°26′48.8″ пн. ш. 30°29′31.8″ сх. д. / 50.446889° пн. ш. 30.492167° сх. д. | Розташована між Берестейським проспектом, вулицями Золотоустівською, Дмитрівською, Бульварно-Кудрявською, Олеся Гончара, бульваром Шевченка Тараса, вулицями Саксаганського, Старовокзальною, Жилянською і Скомороською. Виникла в середині XIX століття як одна з базарних площ. Отримала назву Галицька, оскільки звідси починався шлях до Галичини. |                    |
| Софійська           |      | 50°27′12.5″ пн. ш. 30°30′57.8″ сх. д. / 50.453472° пн. ш. 30.516056° сх. д. | Розташована між Володимирською вулицею, Володимирським проїздом, вулицею Алли Тарасової, Софіївською вулицею і Рильським провулком. Як площа утворилася на «полі вне града» після побудови Софійського собору в 1036 році і від того часу відома під сучасною назвою, хоча офіційно вона затверджена лише 1869 року.                                   | Софійська площа    |
| Театральна          |      | 50°26′47.6″ пн. ш. 30°30′47.7″ сх. д. / 50.446556° пн. ш. 30.513250° сх. д. | Розташована між Володимирською вулицею і спорудою Національного театру опери та балету України. Виникла в середині XIX століття як площа без назви. Сучасна назва — з 1869 року, як площа перед Міським театром. | Театральна площа   |

## Зниклі площі
У 1950—80-і роки безіменне перехрестя вулиць Бердичівської, Коперника та Шолуденка на Лук'янівці мало назву Білоруська площа.
Місце, де нині знаходиться палац «Україна», 1869 року отримало назву Новостроєнська площа, пізніше вона називалося Володимирською площею.
У 1975 році безіменній площі біля парку Дружби народів і проспекту Генерала Ватутіна (нині — проспект Романа Шухевича) було присвоєно назву площа Героїв Дніпра.
Заключна частина Музичного провулка у 1938—1941 роках мала назву площа Глінки.
У 1869 році площа за Тюремним замком на Старо-Житомирській дорозі отримала назву Древлянська. На початку XX століття на її місці було споруджено будівлю Дегтеревської богадільні (нині — Командування Сухопутних військ Збройних сил України)
У 1943 році було спалено поселення на Трухановому острові — тоді припинили існування всі вулиці і єдина Запорізька площа.
Кирилівська площа на Куренівці (приблизно на місці нинішнього стадіону «Спартак» та на стику Кирилівської вулиці та Подільського узвозу) виникла у XIX столітті, отримала назву 1869 року. Позначена на картах міста 1894 та 1924 років. Площа втратила назву, ймовірно, ще у довоєнний період. Нині — безіменний сквер.
У 1869 році також отримали назви Кожум'яцька (на перехресті вулиць Глибочицької вулиці та Іларіоновського узвозу (нині — Вознесенський узвіз), позначена на карті міста 1894 року) та Університетська (перед будівлею Університету святого Володимира) площі.
У 1975 році безіменній площі на перетині Набережної Славутича (нині — проспект Володимира Івасюка) та проспекту Червоних козаків (нині — проспект Степана Бандери) було присвоєно назву Одеська площа.
Нині безіменне перехрестя вулиць Всеволода Петріва, Олександра Бринжали, Януша Корчака та Сеньківського провулку на Нивках у 1950—60-х роках мало назву Офіцерська площа.
На Куренівці на перетині сучасних вулиць Новокостянтинівської і Олени Теліги існувала Троїцька площа. У 1975 році вона отримала назву Мінська площа.
На Микільській слобідці до початку 1970-х років існувала Ярмаркова площа.